# New York State Route 17M
New York State Route 17M oder NY 17M ist eine 42,86 km lange State Route im Orange County von New York. Sie verläuft in Ost-West-Richtung und hat ihren östlichen Ausgangspunkt westlich von Middletown und endet im Westen am Nord-Süd-Abschnitt der derzeitigen New York State Route 17 südlich von Harriman. Tatsächlich entspricht diese State Route zum größten Teil der Streckenführung der State Route 17, bevor diese zur Schnellstraße ausgebaut wurde, die künftig zum Bestandteil der Interstate 86 wird. 
Zwischen New Hampton und Chester überlappt sich die State Route mit dem U.S. Highway 6. Der östliche Teil dieses Abschnittes zwischen Goshen und Chester führt über den Quickway, sodass sich die Trasse auch mit der NY 17 überlappt. Zwischen Monroe und Middletown ist die Straße stark befahren; dort ist sie durch einen Mittelstreifen getrennt und dient als Haupteinkaufsstraße der Stadt in Richtung Süden zur Interstate 84 hin. Ansonsten ist NY 17M eine zweispurige Straße ländlichen Charakters.

## Streckenbeschreibung

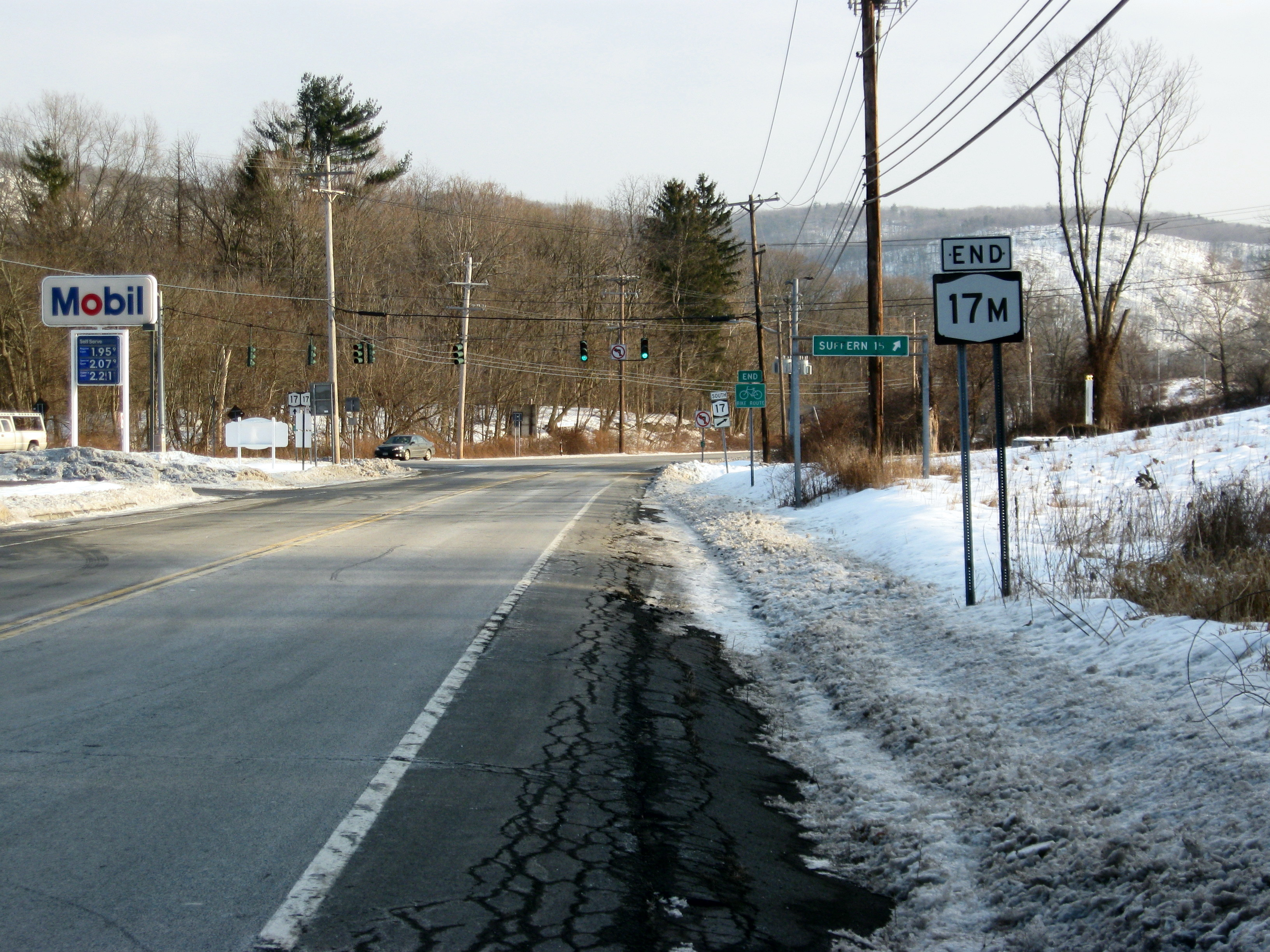
Östliches Ende der NY 17M an der Kreuzung mit NY 17 in Harriman

Orange County Route 76 wird zur State Route 17M an der ehemaligen Anschlussstelle – dem damaligen Exit 118A – des nahegelegenen Quickways nördlich der früheren Eisenbahnstrecke der New York, Ontario and Western Railway in der Town of Wallkill. Sie führt über leichte Hügel und erreicht nach etwa 800 m eine Verkehrsampel. An dieser Kreuzung befindet sich das südliche Ende der New York State Route 302. Es ist die erste Kreuzung der NY 17M mit einer anderen State Route.
Von dieser Kreuzung führt die Strecke zunächst zur Ampelkreuzung mit der Ingrassia Road und dann in das stärker bebaute Viertel Washington Heights knapp außerhalb von Middletown. An der North Street biegt die State Route links ab und führt in die Stadt hinein. Die Straße ist zunächst einigermaßen breit, verengt sich dann jedoch in den meist von Hispanos bewohnten Stadtvierteln in Zentrumsnähe, bevor sie an der Ampelkreuzung mit der Wickham Avenue nach rechts auf die New York State Route 211 abbiegt. Die hier vereinten Straßen führen etwas bergauf und werden dann an einer Abzweigung zur West Main Street.
Der gemeinsame Verlauf beider Straßen endet an der Ampel an der Monhagen Avenue, wo NY 211 rechts in Richtung Otisville abbiegt und NY 17M nach links. Sie erweitert sich in einen mit Bäumen bepflanzten Parkway, der sich südlich des Stadtzentrums über eine Länge von mehreren Straßenblöcken erstreckt. Dieser Abschnitt endet an der Ampel an der Fulton Street; dort biegt die State Route nach links ab. Nach einigen Kreuzungen und der Überquerung der Middletown and New Jersey Railway erweitert sie sich in die Dolson Avenue. Diese ist in beide Richtungen zweistreifig und verfügt über einen zusätzlichen Fahrstreifen in der Mitte, der zum Abbiegen zu den verschiedenen Einkaufszentren auf der jeweils anderen Straßenseite dient.

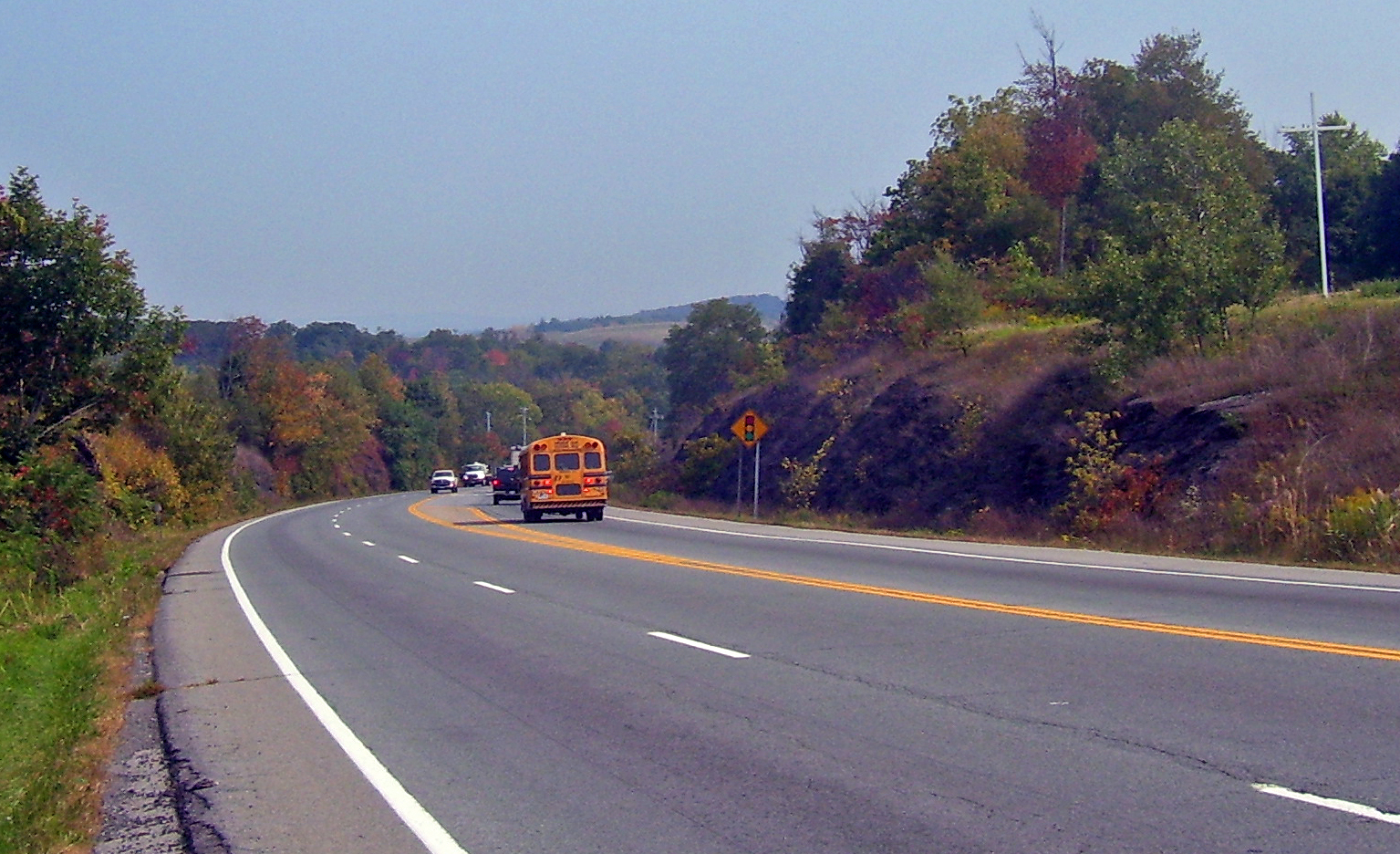
Abstieg zum Wallkill River

Schließlich mündet U.S. Highway 6 von rechts ein. Beide Straßen führen gemeinsam über die Interstate 84 am Exit 3, der die Zufahrt nach Port Jervis und Newburgh ermöglicht. Nach der Überquerung der Autobahn beginnt der Weiler New Hampton. In diesem Abschnitt ist die Straße mit Autohändlern und anderen kommerziellen Objekten gesäumt. Die Straße verengt sich auf zwei Fahrstreifen, bevor sie hinab zur Brücke über den Wallkill River führt, am nördlichen Ende der Black Dirt Region des Countys. Die bergaufführende Richtung auf beiden Seiten der Brücke verfügt über eine kurze Überholspur.
Der Fluss bildet die Grenze zur Town of Goshen und nachdem die Straße die Anhöhe erklettert hat, nimmt die Bebauung auf beiden Straßenseiten wieder zu. Außerhalb der Village of Goshen gehen US 6 und NY 17M schließlich in die NY 17 über.
State Route 17M verlässt den Quickway vor US 6 und nimmt an der Kreuzung mit der New York State Route 94 in Chester wieder einen eigenständigen Verlauf auf. Sie führt durch die ländlichen Gebiete im Süden von Blooming Grove. Er führt am Village of Monroe Historic District vorbei, der 1998 in das National Register of Historic Places aufgenommen wurde. In Monroe und Woodbury sind beide Straßenseiten voll bebaut.
Die Bebauung geht dann wieder zurück, bevor NY 17M nach einem leichten Knick nach Süden zu ihrem Endpunkt an der Kreuzung mit NY 17 in Harriman führt.

## Geschichte

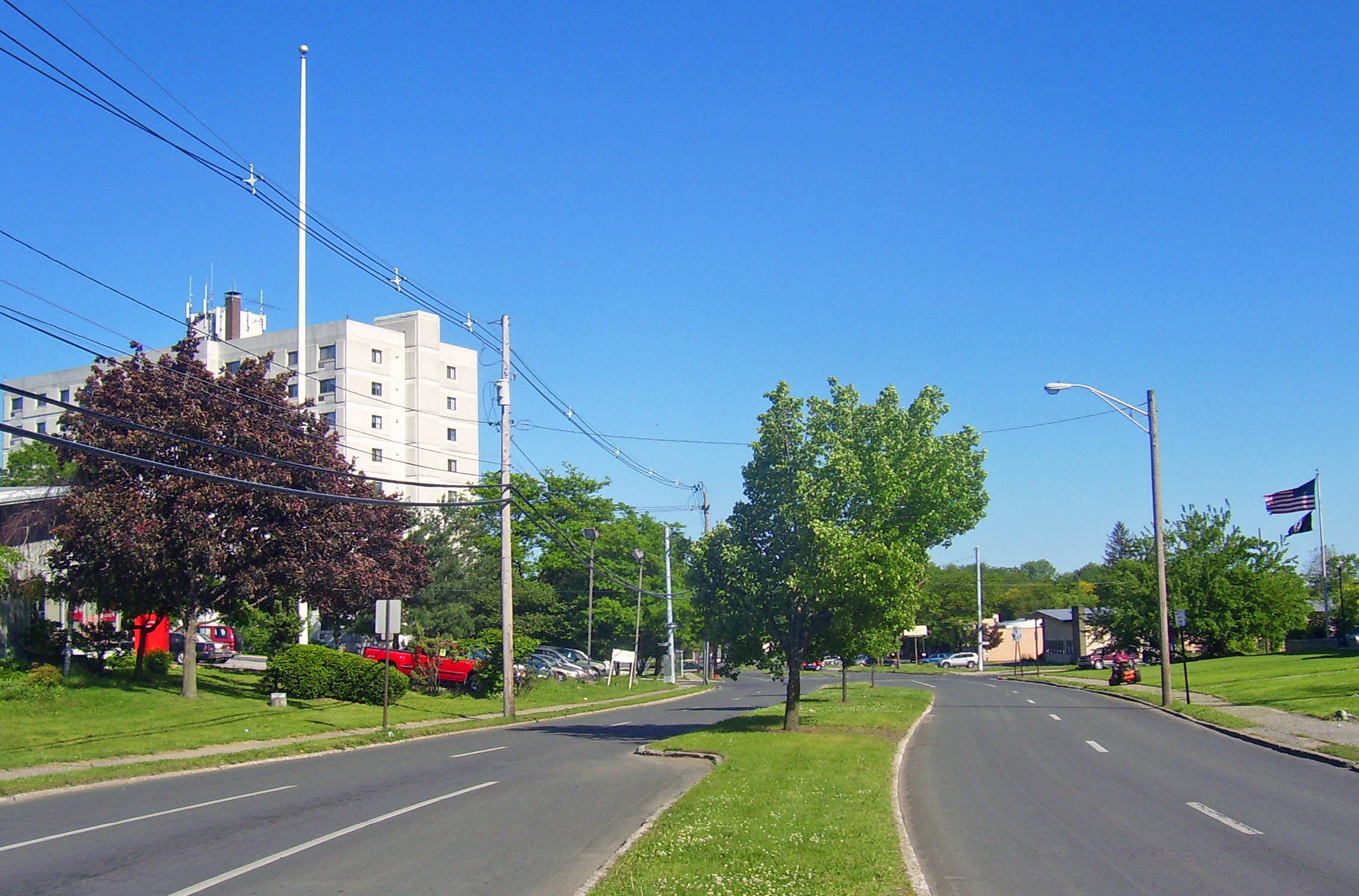
Fulton Avenue in Middletown

NY 17M wurde geschaffen, nachdem 1950 der erste Abschnitt der Schnellstraße eröffnet wurde, die Umgehung von Middletown. Die ursprüngliche Bezeichnung 17M bezieht sich auf die Tatsache, dass die Strecke als Business Route für die Stadt diente. Dies ist einer der wenigen Fälle in New York, in denen der Buchstabe zur Bezeichnung einer Highway-Zweigstrecke tatsächlich eine Bedeutung hat. NY 17M führte ursprünglich von dort, wo sich heute Exit 123 der Schnellstraße befindet, durch Denton, New Hampton und Middletown zum früheren Exit 118A an der NY 17.
Bei der Hinzufügung weiterer Abschnitte der State Route 17 zur Schnellstraße, die auch als The Quickway bekannt ist, wurde auch der Abschnitt der alten NY 17 durch Chester, Monroe und Harriman zur NY 17M umgewidmet.